# بیستمین مراسم گلدن گلوب
۲۰مین مراسم گلدن گلوب برای ارج نهادن به بهترین فیلم و شوی تلویزیونی سال ۱۹۶۲ در تاریخ ۵ مارس سال ۱۹۶۳ برگزار شد
روسالیند راسل تا سال ۱۹۶۳ تنها بازیگری بود که توانست پنج بار برنده گوی زرین شود. وی دو بار برنده بهترین بازیگر نقش اول، یکبار برنده بهترین بازیگر مکمل و دو بار نیز برنده بهترین بازیگر زن فیلم کمدی یا موزیکال شده. این برای دومین بار است که توانسته دو سال پیاپی گوی زرین را تصاحب کند.
جرالدین پیج دوره قبل نیز توانسته بود برنده بهترین بازیگر نقش اول زن شود. گریگوری پک و آنجلا لنسبوری دومین بار است که گوی زرین را برنده می‌شوند. عمر شریف اولین مسلمانی است که برنده گوی زرین می‌شود.

## برندگان

### فیلم سینمایی

#### جایزه گلدن گلوب بهترین فیلم – درام
لورنس عربستان
- The Chapman Report
- روزگار شراب و گل‌های سرخ
- فروید: عشق مخفی
- ماجراهای یک مرد جوان همینگوی
- بازرس
- طولانی‌ترین روز
- معجزه‌گر
- شورش در بونتی
- کشتن مرغ مقلد

#### جایزه گلدن گلوب بهترین فیلم – موزیکال یا کمدی
لمس سمور
- The Best of Enemies
- Boys' Night Out
- If a Man Answers
- Period of Adjustment

مرد موسیقی
- Billy Rose's Jumbo
- دختران! دختران! دختران!
- Gypsy
- The Wonderful World of the Brothers Grimm

#### جایزه گلدن گلوب بهترین بازیگر مرد – فیلم درام
گریگوری پک - کشتن مرغ مقلد
- بابی دارین - Pressure Point
- لارنس هاروی - The Wonderful World of the Brothers Grimm
- جکی گلیسون - Gigot
- برت لنکستر - پرنده‌باز آلکاتراز
- جک لمون - روزگار شراب و گل‌های سرخ
- جیمز میسون - لولیتا
- پل نیومن - پرنده شیرین جوانی
- پیتر اوتول - لورنس عربستان
- آنتونی کوئین - لورنس عربستان

#### جایزه گلدن گلوب بهترین بازیگر زن – فیلم درام
جرالدین پیج - پرنده شیرین جوانی
- آن بنکرافت - معجزه‌گر
- بتی دیویس - چه بر سر بیبی جین آمد؟
- کاترین هپبورن - سفر دراز روز در شب
- گلینیس جونز - The Chapman Report
- ملینا مرکوری - فدرا
- لی رمیک - روزگار شراب و گل‌های سرخ
- سوزان استراسبرگ - ماجراهای یک مرد جوان همینگوی
- شلی وینترز - لولیتا
- سوزانا یورک - فروید: عشق مخفی

#### جایزه گلدن گلوب بهترین بازیگر مرد – فیلم موزیکال یا کمدی
مارچلو ماسترویانی - طلاق به سبک ایتالیایی
- استیون بوید - Billy Rose's Jumbo
- جیمی دورنتی - Billy Rose's Jumbo
- کری گرانت - لمس سمور
- چارلتون هستون - The Pigeon That Took Rome
- کارل مالدن - Gypsy
- رابرت پرستون - مرد موسیقی
- آلبرتو سوردی - The Best of Enemies
- جیمز استوارت - Mr. Hobbs Takes a Vacation

#### جایزه گلدن گلوب بهترین بازیگر زن – فیلم موزیکال یا کمدی
روزالیند راسل - Gypsy
- دوریس دی - Billy Rose's Jumbo
- جین فوندا - Period of Adjustment
- شرلی جونز - مرد موسیقی
- ناتالی وود - Gypsy

#### جایزه گلدن گلوب بهترین بازیگر نقش مکمل مرد
عمر شریف - لورنس عربستان
- اد بگلی - پرنده شیرین جوانی
- ویکتور بوینو - چه بر سر بیبی جین آمد؟
- هری گواردینو - The Pigeon That Took Rome
- راس مارتین - تجربه‌ای در وحشت
- پل نیومن - ماجراهای یک مرد جوان همینگوی
- سزار رومرو - If a Man Answers
- تلی ساوالاس - پرنده‌باز آلکاتراز
- پیتر سلرز - لولیتا
- هارولد جی استون - The Chapman Report

#### جایزه گلدن گلوب بهترین بازیگر نقش مکمل زن
آنجلا لنسبوری - کاندیدای منچوری
- پتی دوک - معجزه‌گر
- هرمایونی جینگولد - مرد موسیقی
- شرلی نایت - پرنده شیرین جوانی
- سوزان کنر - فروید: عشق مخفی
- گابریلا پالوتا - The Pigeon That Took Rome
- مارتا ری - Billy Rose's Jumbo
- Kaye Stevens - کارآموزان
- جسیکا تندی - ماجراهای یک مرد جوان همینگوی
- Tarita Teriipaia - شورش در بونتی

#### جایزه گلدن گلوب بهترین کارگردانی
دیوید لین - لورنس عربستان
- جرج کیوکر - The Chapman Report
- مورتون داکوستا - مرد موسیقی
- بلیک ادواردز - روزگار شراب و گل‌های سرخ
- جان فرانکن‌هایمر - کاندیدای منچوری
- جان هیوستون - فروید: عشق مخفی
- استنلی کوبریک - لولیتا
- مروین لیروی - Gypsy
- رابرت مالیگن - کشتن مرغ مقلد
- مارتین ریت - ماجراهای یک مرد جوان همینگوی
- Ismael Rodríguez - تایتان‌ها

#### Best Film Promoting International Understanding
کشتن مرغ مقلد
- The Best of Enemies
- کارآموزان

#### جایزه گلدن گلوب بهترین موسیقی
کشتن مرغ مقلد - المر برنستاین
- لورنس عربستان - موریس ژار
- شورش در بونتی - برانیسلاو کاپر
- تاراس بولبا - فرانتس واکسمن
- مرد موسیقی - مردیت ویلسون

#### Best Cinematography (Black & White)
طولانی‌ترین روز - Henri Persin, والتر وتیتس، ژان بورگو

#### Best Cinematography (Colour)
لورنس عربستان - فردی یانگ

### مجموعه تلویزیونی
تنها برندگان اعلام شدند

#### جایزه گلدن گلوب بهترین مجموعه تلویزیونی – درام
The Dick Powell Show

#### جایزه گلدن گلوب بهترین مجموعه تلویزیونی – موزیکال یا کمدی
Mister Ed

#### جایزه گلدن گلوب بهترین بازیگر مرد – مجموعه تلویزیونی درام
ریچارد چمبرلین - Dr. Kildare

#### جایزه گلدن گلوب بهترین بازیگر زن – مجموعه تلویزیونی موزیکال یا کمدی
دانا رید - The Donna Reed Show

#### Best TV Producer/Director
راد سرلینگ - The Twilight Zone

### سایر جوایز

#### Best International News Coverage
Telstar

#### Most Promising Newcomer - Male
کیر دولی

پیتر اوتول

عمر شریف

ترنس استامپ
- Paul Wallace

#### Most Promising Newcomer - Female
پتی دوک

سو لاین

ریتا تاشینگهم
- دالیا لاوی
- جنت مارگولین
- سوزان پلشت

#### جایزه گلدن گلوب سیسیل بی. دمیل
باب هوپ